# Halle de Meymac
La halle de Meymac est une halle française à Meymac, en Corrèze. Construite en 1597 et restaurée en 1889, c'est un monument historique inscrit depuis le 20 octobre 1987.